# دانغ فونج نام

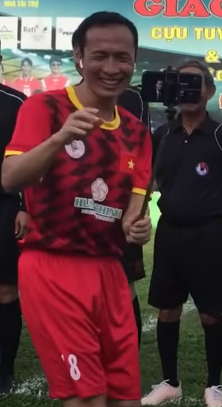
دانج فونج نام

دانغ فونج نام (بالفيتنامية: Đặng Phương Nam) هو لاعب كرة قدم فيتنامي في مركز الهجوم، ولد في 15 ديسمبر 1976 في نام دينه في فيتنام. شارك مع منتخب فيتنام لكرة القدم. أما مع النوادي، فقد لعب مع نادي فيتيل.